# Lois Frankel
Lois Jane Frankel, née le 16 mai 1948 à New York, est une femme politique américaine, élue démocrate de Floride à la Chambre des représentants des États-Unis depuis 2013.

## Biographie
Lois Frankel est originaire de New York. Après des études à l'université de Boston et à Georgetown, elle devient avocate.
Elle est élue à la Chambre des représentants de la Floride de 1986 à 1992, année où elle tente sans succès d'obtenir la nomination démocrate pour la Chambre des représentants des États-Unis. Elle retrouve la Chambre basse de la législature de Floride en 1996 ; elle y dirige la minorité démocrate entre 2000 et 2002. Candidate au poste de gouverneur de Floride en 2002, elle est battue lors de la primaire démocrate. L'année suivante, elle est élue maire de West Palm Beach.
En 2012, elle est élue représentante des États-Unis dans le 22e district de Floride, avec 54,6 % des voix face au républicain Adam Hasner. Elle est réélue avec 58 % des suffrages en 2014.